# Crevalcore
Crevalcore (Crevalcôr in dialetto bolognese occidentale) è un comune italiano di 14 152 abitanti della città metropolitana di Bologna in Emilia-Romagna. Nel 2000 gli è stato conferito il titolo di città. Dal gennaio 2012 fa parte dell'Unione Terre d'Acqua.

## Geografia fisica
Crevalcore è a 20 metri di altitudine sopra il livello del mare e si trova nella Pianura Padana. 

La città ha classificazione climatica zona E, 2238 GR/G.

## Storia

### Fondazione del castello
Del toponimo Crevalcore sono state fornite diverse e contrastanti spiegazioni etimologiche; la più antica di cui si abbia notizia risale al XVI secolo ed è di Carlo Sigonio: «Castrum alterum Crepacorium ad disrumpendum cor hostium munivere». Con l'espressione castrum alterum il Sigonio si riferisce alla costruzione di un secondo castello (l'attuale Crevalcore) compiuta dal Comune di Bologna fra il 1226 e il 1231 dopo la completa distruzione del precedente ad opera delle truppe dell'imperatore Federico II nel 1219. Sul versante letterario il Tassoni inventa una spiegazione ancor più allettante e fantasiosa: 
«Già vi fu morto Pansa e dal dolore nominata dai suoi fu Grevalcore» riferendosi a un episodio delle guerre civili del 43 a.C., la cosiddetta guerra di Modena.
Della diffusione di un'etimologia legata alla parola cuore fa fede anche lo stemma del paese (tre cuori rossi in campo bianco) e ancor più il fatto che dopo la ricostruzione del 1231 il nome fu mutato in quello beneaugurale di Allegralcore. Una spiegazione etimologica più fondata collega invece il nome all'espressione latina crepa(tum) corium cioè pelle, scorza crepata, a designare una zona, al limite delle valli, in cui il ritirarsi dell'acqua nei periodi estivi produceva le tipiche screpolature dei terreni paludosi. La prima menzione certa del toponimo Crevalcore è in un documento del 1130 pubblicato dal Tiraboschi dove si parla di casamentum unum juris Sancti Silvestri in castro Cravacuore.
Il castrum non sorgeva però nel luogo attuale, ma a poca distanza dai ruderi del più antico castello di Fultignano, già in rovina nel 1017, che si può ritenere facesse parte del sistema difensivo bizantino lungo il confine del Panaro. In alcune mappe secentesche dell'Assunteria ai confini e alle acque del Comune di Bologna (Bologna, Archivio di Stato) sono ancora indicate, in località Guisa, le vestigia di Crevalcore vecchio. Nonostante residui margini di incertezza derivanti dalla mancanza di recenti e approfonditi studi sull'argomento, l'origine di Crevalcore potrebbe così essere ricostruita: nei pressi dei ruderi di Fultignano il Comune di Bologna, avviato alla conquista del contado, intorno al 1130 costruì il primo castello in territorio appartenente all'Abbazia nonantolana che proprio in quegli anni, essendo in conflitto con Modena, si era consegnata ai bolognesi; tale castello fu diroccato nel 1219 nel corso delle guerre intraprese da Federico II per riaffermare l'autorità imperiale.
I bolognesi lo ricostruirono (1231) 3 km a nord-ovest in posizione più prossima al Panaro (che allora scorreva lungo l'attuale via Argini) in forma quadrata con un impianto urbanistico regolare. Al nuovo castrum (chiamato "Crevalcore nuovo" in una carta del 1231 del Registro nuovo del Comune di Bologna) fu mutato il nome e si chiamò "Allegralcore" mentre il castello diroccato venne chiamato Crevalcore vecchio. "Allegralcore" non riuscì però ad attecchire e a un secolo di distanza si ritornò, anche nei documenti ufficiali, all'antica denominazione.
Il castello non ebbe vita facile; per richiamarvi gente dalle zone limitrofe allo scopo di disporre di un maggior numero di braccia per la difesa furono concesse esenzioni fiscali che ne fecero un borgo franco, ma nel 1239 nuovamente fu investito dalle milizie di Federico II, occupato e incendiato. Dopo un'ulteriore ricostruzione il Senato bolognese considerò l'opportunità di un più rapido collegamento con Bologna che avrebbe permesso l'invio di rinforzi con maggiore celerità; tra il 1245 e il 1250 fu tracciata la nuova strada che, congiungendo in linea retta Borgo Panigale con Persiceto e Crevalcore, prese il nome di Crevalcorese. Alla fine del XIII secolo si fecero ulteriori opere di fortificazione e venne rafforzata la guarnigione di stanza nel castello a causa delle lotte con gli Estensi, insediatisi a Modena nel 1289. Il XIV secolo fu particolarmente ricco di scontri, assalti, colpi di mano, sia nelle contingenze delle lotte tra Geremei e Lambertazzi sia a causa dell'occupazione viscontea.
I Pepoli, cedendo il dominio di Bologna ai Visconti, si erano riservati i castelli di Persiceto e Crevalcore, ma Giovanni da Oleggio, che governava a nome dell'Arcivescovo Giovanni Visconti, imprigionò Jacopo Pepoli e si fece consegnare i due castelli. Deciso a recuperare Bologna, di cui l'Oleggio si era proclamato signore nel 1359 dopo la morte dell'Arcivescovo, Bernabò Visconti, giunto con un esercito, prese Crevalcore; Bologna era stata nel frattempo ceduta al papa e il legato pontificio, cardinale Egidio Albornoz, si era attestato a Persiceto. Per alcuni anni si ebbe una situazione di tensione con scaramucce e scontri finché, avendo la meglio le truppe pontificie, il Visconti fu costretto a ritirarsi. A Crevalcore si svolsero nel 1364 le trattative di pace, concluse con la cessione del castello al Legato. 
La minaccia viscontea si riaffacciò con maggior vigore nel 1385, dopo l'ascesa al potere di Giangaleazzo: Crevalcore fu teatro di importanti fatti d'arme nel 1390, tra l'esercito del duca e Alberico da Barbiano, comandante delle truppe bolognesi. Nel 1389, in previsione di un attacco visconteo, essendo il più esposto dei castelli bolognesi, era stato nuovamente fortificato, rinforzato il palancato di travi che lo cingeva e rinsaldato il terrapieno.
Furono anni convulsi: nel 1403 si arrivò alla pace seguita, a Crevalcore, da otto anni di dominio estense. Dopo la cacciata del legato pontificio (1411) si accesero estremamente aspre le lotte tra le fazioni dei Bentivoglio e dei Canetoli i quali, avendo a Crevalcore folte schiere di partigiani, usarono il castello come base operativa nel vano tentativo di impadronirsi del potere. 
Solo al consolidarsi definitivo della signoria bentivolesca ebbe inizio un lungo periodo di pace. Ciò rese possibile una serie di risistemazioni idrauliche che sortirono l'effetto di ridurre l'estensione delle valli e acquistare alla coltura nuovi terreni. 
Fra le opere idrauliche di maggior rilievo va annoverato lo scavo del Cavamento Foscaglia, gettantesi in Panaro all'altezza di Finale, per il quale si rese necessaria una trattativa con gli Estensi.

### Organizzazione del territorio
Tutto il territorio, nonostante fosse passato dal 1130 sotto il dominio di Bologna, era rimasto di proprietà dell'abbazia nonantolana che lo gestiva concedendolo in enfiteusi ai terrazzani.
Nel Trecento però l'abbazia era in decadenza e la concessione in enfiteusi serviva ormai a mascherare vere e proprie alienazioni. Si trattava di terreni in larga parte incolti; nel 1312 gli abitanti di Crevalcore ottennero un'area a est del castello che diede origine a una partecipanza, di cui resta il ricordo nel toponimo Beni Comunali. 
Anche i Pepoli ottennero dalla badia una concessione enfiteutica, punto di partenza per la formazione di un patrimonio terriero di entità notevolissima che comprendeva quasi per intero l'estensione delle valli.
Nel 1578 il conte Giovanni Pepoli, complice il Consiglio della Comunità, usurpò una quota dei beni della Partecipanza, che entrò in crisi, come risulta da due volumi di cabrei conservati nell'Archivio comunale, nel XVII secolo. I Pepoli possedevano a Crevalcore oltre 3.000 ettari, per un totale di circa 150 poderi coltivati da altrettante famiglie mezzadrili. I poderi erano organizzati in cinque imprese facenti capo ad altrettante ville, attorno alle quali spesso si sviluppava un borgo con artigiani, botteghe, chiesa, ecc.
Le più antiche sono: Galeazza, il cui nucleo primitivo era costituito dalla poderosa torre trecentesca costruita da Galeazzo Pepoli, e Palata, dove fu costruito un palazzo-castello che suscitò, verso il 1540, l'entusiastica ammirazione di fra Leandro Alberti che disse: «Et più giù caminando, alla Palada, incontrasi nel principiato edificio del magnifico Conte Philippo de Pepoli, il qual finito traa li nobili e radi edifici della Italia computare si potrà».
Più modeste erano invece le ville della Filippina, Guisa, Ca' de Coppi. Ma anche altre nobili famiglie si insediarono nel Crevalcorese, grazie a concessioni enfiteutiche, nel XV secolo. Fra queste le più importante erano i Bevilacqua, i Bolognini e i Caprara. Il territorio assunse in tal modo una fisionomia ben definita: a sud, nelle immediate vicinanze dei castello, entro le maglie ancora visibili della centuriazione romana, esisteva una zona di proprietà frazionata e di poderi di piccole dimensioni; a nord, c'era una zona in cui prevaleva la grande proprietà in mano a famiglie nobiliari bolognesi che investivano in beni immobili i patrimoni accumulati nel secolo precedente in attività bancarie o mercantili.
La piccola proprietà era tuttavia sottoposta, specialmente nel Cinquecento, a una progressiva erosione a vantaggio delle proprietà nobiliari, conservatesi sostanzialmente intatte fino al secolo scorso (i Caprara vendettero le loro terre intorno al 1820; ai Pepoli subentrarono i Torlonia nel 1857.
Un episodio bellico di rilievo accadde nel 1643 durante guerra per il Ducato di Castro: ne restano due incisioni che mostrano l'assalto dell'esercito della lega farnesiana e sono fra le immagini più antiche dell'iconografia crevalcorese dopo il disegno del manoscritto Gozzadini. Il castello viene raffigurato con dovizia di particolari, suddivisi nei suoi 32 isolati, con quattro bastioni agli angoli, le porte, i ponti levatoi, il largo fossato colmo d'acqua del canal Torbido. 
Fu probabilmente in questa circostanza che venne demolita la chiesa di S. Martino in Cozzano, citata già nei documenti dell'XI secolo. È forse l'ultima volta che la struttura difensiva castrense venne messa alla prova. Nel secolo seguente il fossato, senza più manutenzione, si interrò e diventò luogo di scarico per i rifiuti, tanto che nel 1855 il medico Federico Rossi, attestandone l'insalubrità, ne raccomandò il riempimento.

### Dal XVIII secolo ad oggi
Se nel Settecento la vita crevalcorese appare consumarsi nella tranquillità del quotidiano, scandita dal lento succedersi delle processioni religiose (tale almeno è l'immagine consegnataci da una cronaca di Stefano Maria Setti) e non toccata che marginalmente da un episodio militare della guerra di successione austriaca (battaglia di Camposanto, 8 febbraio 1743), gli avvenimenti del 1796 le conferiranno un'impronta decisamente più dinamica. 
Con la creazione della Repubblica Cispadana il paese fu incluso nel Dipartimento dell'Alta Padusa che ebbe per capoluogo Cento, ma i cambiamenti di maggior rilievo sotto il profilo economico furono dati dalla soppressione delle Compagnie religiose (dei Battuti, dei Poveri, del Rosario, del Sacramento, dell'Immacolata Concezione), quasi tutte titolari di un patrimonio immobiliare di una certa entità.
Si formò un ceto di proprietari terrieri locali dai connotati decisamente borghesi e si instaurò un clima nuovo che non verrà meno neppure dopo la Restaurazione. La creazione di una scuola pubblica (1824) e l'erezione dell'Ospedale Barberini furono tra gli eventi più importanti della prima metà dell'Ottocento; fu tuttavia l'edilizia privata che ricevette particolare impulso in tale periodo con il rinnovo di molti palazzetti prospettanti sul corso principale. 
Meno sporadiche si fecero, intorno alla metà del secolo, le notizie riguardanti professionisti particolarmente attenti ai problemi sociali o culturali; il citato Federico Rossi fu autore di un Abbozzo di Topografia medica del comune di Crevalcore, mentre il centese Gaetano Atti fondò una "Scuola di Umanità e Rettorica".
Questi gruppi emergenti, sospetti di liberalismo alla polizia papalina, offrirono il loro contributo alla causa dell'unità nazionale e dopo i plebisciti del '59 si affacciarono alla gestione della cosa pubblica con energie nuove. Il paese, che riprese a chiamarsi Crevalcore, dopo che un decreto papale del 1857 gli aveva inopinatamente imposto il nome di Buonocore, fu per un breve periodo (dicembre '59 - gennaio '61) aggregato alla provincia di Ferrara.
Mentre fu sindaco Antonio Michelini (1863-72) vennero costruiti il nuovo municipio e il cimitero, poco più tardi il Teatro Comunale e l'asilo infantile (1881, con un lascito dell'ing. Camillo Stagni). Tra il 1870 e il 1874, sia per motivi igienici sia per ragioni di decoro ambientale, vennero riempite le antiche fosse e spianati i terrapieni difensivi. Ciò permise di dar lavoro a un grande numero di braccianti allentando momentaneamente le tensioni sociali. 
Scarsità di lavoro e aumento della popolazione provocarono nell'ultimo trentennio del secolo l'emigrazione di un buon numero di famiglie verso il continente americano, intanto nacquero forme di solidarietà collettiva come la Società Cooperativa di Consumo (1874) e la Società di Mutuo Soccorso fra Artigiani ed Operai (1883). Il Partito Socialista Italiano ottenne subito una nutrita schiera di adesioni, tali da portarlo, nel 1906, alla conquista del Municipio. 
Il clima politico si surriscaldò: nel 1909-10 una catena di scioperi decisi dalle organizzazioni socialiste, in accordo con la Lega dei Barrocciai, causati dal rifiuto della classe padronale di concedere aumenti salariali, portò all'erezione di barricate nelle vie cittadine e all'intervento di una compagnia della Regia cavalleria, che per una settimana tenne Crevalcore in stato d'assedio. 
Il progetto di bonifica delle valli, elaborato nel 1911 con la creazione del Consorzio di Bonifica Cavamento Palata, avrebbe dovuto servire a creare nuove occasioni lavorative, ma non decollò che nel 1918, in una situazione ben presto resa esplosiva per gli scioperi e la reazione del padronato che aveva preso a finanziare le prime bande fasciste. 
L'amministrazione socialista era stata particolarmente attiva nel settore dei servizi: al 1912 risale l'impianto della prima cabina elettrica; al 1913-14 risale la costruzione dell'acquedotto; nel '15-'16 vennero edificate le scuole elementari, che servirono come ospedale militare dopo la ritirata di Caporetto.
Il 28 aprile 1921 una banda di squadristi attaccò il Municipio per intimidire l'amministrazione e nel maggio 1922 questa fu definitivamente costretta a dimettersi. Nello stesso periodo i fascisti occuparono la Casa del Popolo (costruita di fronte al Teatro Comunale nel 1908 mediante azioni acquistate dai soci) e la destinarono a sede del fascio. 
Con la liquidazione del movimento cooperativo fu completato lo smantellamento dei centri di aggregazione operaia e l'opposizione al regime soffocata. 
Durante il ventennio venne pressoché completata la bonifica delle valli e si intraprese qualche tentativo di edilizia popolare, ma complessivamente l'amministrazione podestarile non sembrò andare oltre una gestione sostanzialmente conservativa.
Il dopoguerra fu caratterizzato dal ritorno all'amministrazione di sinistra e dal riesplodere delle lotte bracciantili che, almeno per tutti gli anni cinquanta, segnarono il lento cammino di un'economia ancora sostanzialmente agricola verso forme di organizzazione produttiva più moderne.

#### Incidente del 7 gennaio 2005
L'incidente ferroviario di Crevalcore si è verificato il 7 gennaio 2005 quando un treno interregionale proveniente da Verona e diretto a Bologna si è scontrato frontalmente con un treno merci. All'epoca la ferrovia Bologna-Verona nel tratto interessato dall'incidente era ancora in larga parte a binario unico. Vi furono diciassette vittime e molti feriti.

#### Terremoto del 2012
Anche Crevalcore è stato colpito dal terremoto dell'Emilia del 2012 che ha causato crolli nel Castello dei Ronchi e in diversi edifici del centro storico, come la sede del comune (poi trasferito nella vecchia biblioteca comunale), il teatro (chiuso per pericolo di crollo dal mese di maggio del 2012) e la chiesa parrocchiale. Nel 2013 è stata costruita una nuova chiesa nel "Piazzale Nord". Questa chiesa è stata criticata per il suo stile architettonico moderno con ampie finestre sul soffitto e pareti in legno.

### Simboli
Lo stemma e il gonfalone sono stati concessi con decreto del presidente della Repubblica del 17 gennaio 2000.
Il gonfalone è un drappo interzato in fascia di azzurro, di bianco e di rosso

## Monumenti e luoghi d'interesse

### Centro storico
Caratteristica di Crevalcore è la struttura urbana a reticolo dovuta al piano urbanistico coerente degli agrimensori bolognesi del XIII secolo. L'assenza di preesistenze consentì una pianta quadrata senza irregolarità, impostata su un decumano della centuriazione romana. Tale impianto si è conservato essenzialmente intatto poiché le espansioni (tutte novecentesche) si sono adeguate all'antico reticolo.

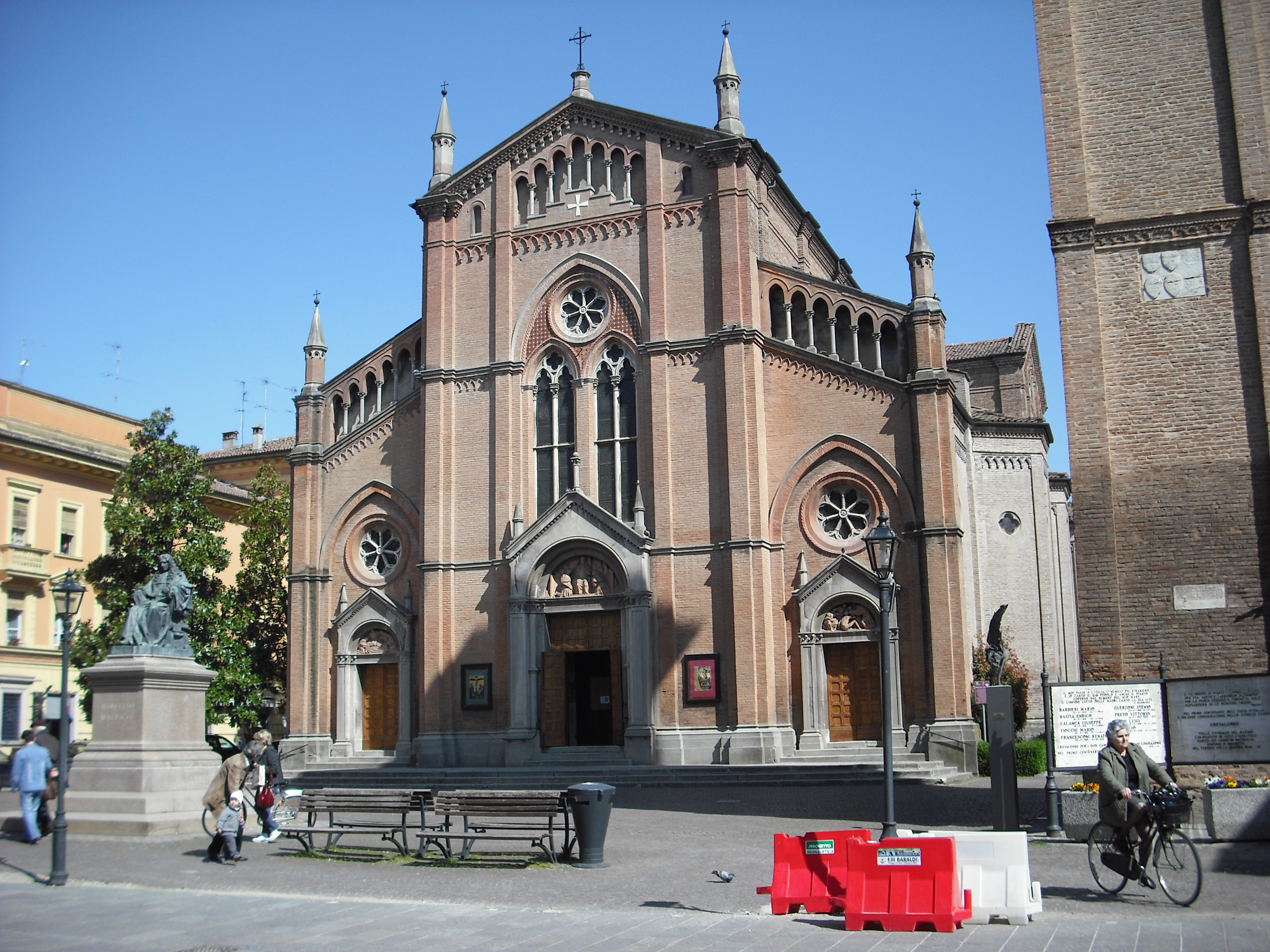
La Chiesa di San Silvestro

Ciò è accaduto anche per l'intervento edilizio di maggior rilievo compiuto all'inizio del Novecento nel centro storico: la ricostruzione della chiesa di S. Silvestro, il cui asse venne spostato di 90 gradi.
La vecchia chiesa silvestrina, risalente al XIV secolo, era orientata in direzione est-ovest, quindi parallela alla via principale, e non concedeva adeguato respiro alla grande mole del palazzo comunale. Non esisteva una vera e propria piazza e la funzione "spaziosa" era assolta unicamente dal corso principale. Una mancanza che si fece ancor più sentire quando venne eretto il monumento a Marcello Malpighi (scultura in bronzo di Enrico Barberi, 1897) consigliando l'amministrazione dell'epoca di cogliere l'occasione della ricostruzione della chiesa per fornire allo spazio urbano una piazza di adeguata ampiezza e decoro. 
Il tempio di S. Silvestro venne edificato in forme neogotiche su progetto dell'Ing. Luigi Gulli con la facciata fronteggiante il palazzo comunale, ma in posizione più arretrata. All'interno esso conserva in parte dipinti e arredi del precedente edificio di culto: un frammento di Incoronazione della Vergine, affresco trecentesco trasportato su tela, attribuito a Simone dei Crocifissi, un Crocifisso ligneo del XV-XVI secolo e il San Silvestro di Giovanni Maria Viani, mentre il San Francesco stimmatizzato di Giacomo Cavedoni (1630-35) proviene dalla soppressa chiesa di S. Maria dei Poveri e l'Adorazione dei Magi, splendida opera di Orazio Samacchini (1565 circa), dalla chiesa di S. Croce.
Della vecchia parrocchiale resta il campanile di forme gotiche (recentemente restaurato), il quale ha sul fianco meridionale una lapide che reca la seguente iscrizione: «Campanile istud quod fabricari fecit Ugucio Ugonis de Zamcharis inceptum fuit per comune Crevalcorii anno Domini 1421 et finitum 1424». Da una pergamena conservata presso la Biblioteca comunale sembra però che una torre campanaria esistesse già nel 1386.
Di fronte alla chiesa sorge il Palazzo comunale, costruito negli anni 1867-68 su progetto di Luigi Ceschi; alcuni ambienti furono decorati nel 1869 da Gaetano Lodi, ma oggi poche, e ritoccate in maniera approssimativa, sono le decorazioni superstiti. 
La precedente "Casa del comune", assai antica e di più modeste dimensioni, era affiancata dalla chiesa dei Battuti, soppressa in epoca napoleonica, nella quale era l'Adorazione dei Magi di Lodovico Carracci, ora conservata a Brera. 
Il corso (già via Malpighi, ora via Matteotti) sul quale si affacciano palazzetti in massima parte settecenteschi, di linee semplici e tutti con portico, è lungo 350 m e, chiuso alle due estremità dalle Porte, crea uno spazio di notevole effetto scenografico.

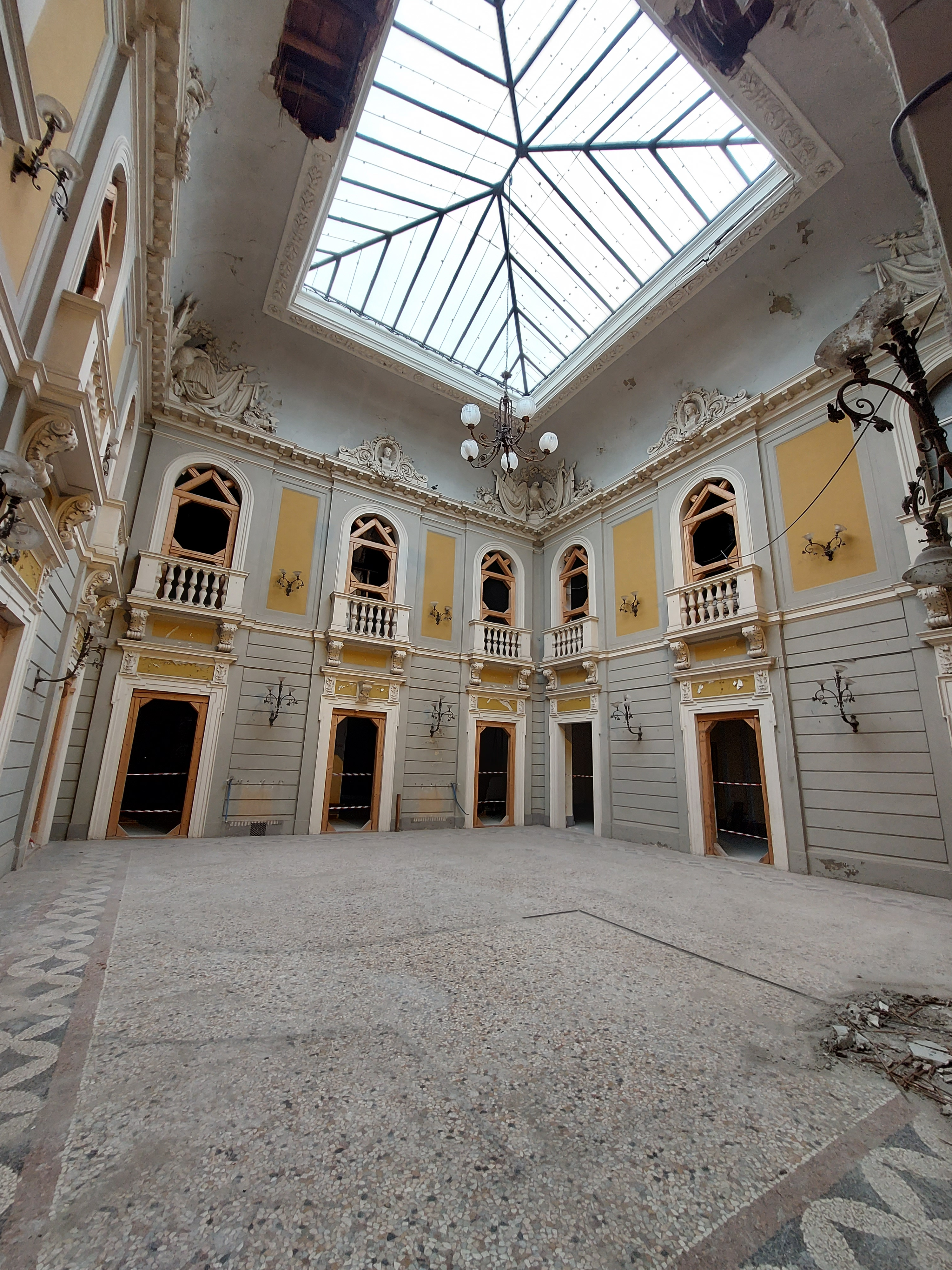
Interno del municipio durante la ristrutturazione post-terremoto (maggio 2022)

Porta Bologna, ad est, è ricavata nel corpo dell'Ospedale Barberini, costruito nel 1820-24 grazie a un lascito del capitano Antonio Barberini sull'area della soppressa chiesa di S. Maria dei Poveri, sede di una più antica istituzione ospedaliera. Durante la costruzione dell'ospedale fu atterrata l'antica rocca che sorgeva sul lato settentrionale della porta; alcuni muri poderosi sono in parte visibili all'interno del fabbricato.
Porta Modena, a occidente, è sormontata da un campanile a vela. In gran parte frutto di rimaneggiamenti ottocenteschi, lascia trapelare, grazie a due archi gotici, un'origine tardo medievale.
Sotto il cassero della porta, a una parte del quale è fissata una lapide terragna del 1392, si apre l'ingresso principale della Chiesa dell'Immacolata Concezione, chiamata anche "cisa da sìra". 
Iniziata nel 1696, venne completata nel 1724-25. Sia la fastosa decorazione plastica dell'altar maggiore, con le statue di Noè e Mosè, sia quella più semplice dei due altari laterali, è opera dello scultore bolognese Giuseppe Maria Mazza e dell'ornatista Giuseppe Borelli. La pala dell'altare di destra, raffigurante Sant'Anna con le sante Lucia e Liberata, è opera di Giuseppe Marchesi, detto il Sansone (firmata e datata: 1736); quella dell'altare di sinistra, con il Martirio di S. Bartolomeo, spetta ad Antonio Rossi. Ai quattro pilastri della volta vi sono quattro tele raffiguranti i Dottori della Chiesa: S. Ambrogio di Ercole Graziani, S. Gregorio di Giuseppe Pedretti, S. Girolamo di Cristoforo Terzi, S. Agostino di Gio. Batt. Grati. 
Da un andito laterale si accede all'attiguo Oratorio della Pietà, che risale al XVI secolo e prende nome da una tela di scuola dossesca raffigurante la Pietà con i Ss. Giovanni, Nicola e Silvestro (1530 circa). L'oratorio è ornato da un fregio ad affresco del primo Seicento con Storie della Vergine e conserva l'originale coro ligneo di sobria fattura. Otto tele di anonimo secentesco con la Vita di S. Lorenzo e i Quattro evangelisti completano l'arredamento dell'ambiente creando il suggestivo effetto di un interno del XVII secolo perfettamente integro.

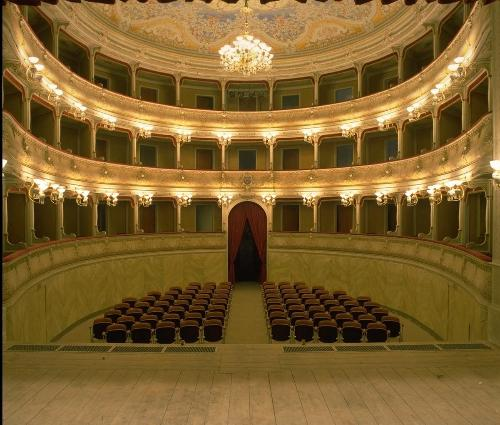
Interno del teatro comunale

La casa adiacente l'oratorio fu abitata dai monaci benedettini di Nonantola; nel 1830 vi nacque Gaetano Lodi, ora è sede del centro di accoglienza parrocchiale.
In via Roma si trova la chiesa del Crocifisso (o Santa Croce), costruita negli anni 1768-72. La decorazione plastica e di Filippo Scandellari; sull'altar maggiore si trova un Crocifisso in stucco opera di Sebastiano Sarti, mentre sull'altare di destra vi è un'Addolorata di Giuseppe Varotti.
A metà strada tra Porta Bologna e la chiesa di San Silvestro, sorge il teatro comunale, edificato su progetto dell'ingegnere Antonio Giordani e inaugurato nel 1881. L'interno è stato decorato dal pittore crevalcorese Gaetano Lodi (1830-1886), ornatista di corte dei Savoia, con motivi floreali; è soprattutto notevole il plafond della sala. Nell'atrio sono visibili un busto del Lodi e gli stemmi di alcune antiche famiglie crevalcoresi. Il sipario è opera del pittore e scenografo bolognese Raffaele Faccioli: rappresenta Marcello Malpighi alla corte del Granduca Leopoldo II di Toscana; intorno, i ritratti a medaglione monocromi di crevalcoresi illustri.

### Dintorni
Nella campagna crevalcorese ci sono cinque antiche ville di rilevante interesse, benché scarsamente note. 
La prima è la villa Caprara in località Ronchi, un complesso imponente acquisito di recente dal Comune di Crevalcore di cui fanno parte un palazzo padronale (XVI secolo.?) con ambienti affrescati, due massicci torrioni (XVIII secolo) e una elegante chiesa settecentesca a pianta ellittica. 
In una parte del complesso (ora in via di restauro) ha sede una comunità terapeutica per la cura delle tossicodipendenze gestita dalla comunità "Il Pettirosso". 
In asse prospettico con la villa e distante poco meno di 2 km da essa, c'è l'oratorio privato, detto "la Rotonda" per la sua forma circolare, che fu voluto dalla contessa Maria Vittoria Caprara nel 1765 come ex voto per lo scampato annegamento del marito, il conte Francesco Montecuccoli; Interamente decorata all'interno in modo da simulare un parato di damasco a fiori, e l'espressione di un momento di delicato e instabile, ma prezioso equilibrio tra il Rococò e il Neoclassico. L'architetto fu Petronio Fancelli; le otto bellissime tele autografe di Nicola Bertuzzi (rappresentanti i momenti della vita della Vergine – cui la Rotonda e dedicata – e i santi Francesco, Martino, Luigi Gonzaga, Francesco di Paola) che ne costituiscono l'arredo pittorico sono conservate nella parrocchiale di S. Silvestro e vengono esposte nell'oratorio durante la festa della Natività di Maria (8 settembre).
Alla Rotonda si può arrivare direttamente prendendo la via del Papa; prima di giungervi si incontreranno a mano destra, oltre il cimitero (arch. Luigi Ceschi e Giuseppe Ceri 1866; monumento sepolcrale a Gaetano Lodi), la casa dove visse nel quarto decennio del Seicento Marcello Malpighi e, poco oltre, la casa natale di Francesco Ippolito Albertini, allievo del Malpighi e pioniere nello studio dei disturbi cardiaci.
Arrivati a Caselle, prendendo a destra per via Provanone si incontra la Palazzina Pepoli, elegante costruzione del Seicento, immersa nel rigoglio verde di un boschetto, e più avanti il castello di Palata. Costruito dal conte Filippo Pepoli intorno al 1540, segna un momento in cui l'architettura delle residenze nobiliari di campagna abbandona le forme del fortilizio per assumere quelle della villa: ne risulta un edificio dall'aspetto massiccio che all'interno, nel cortile porticato, presenta ritmi di severa eleganza che lo apparentano in maniera stretta ai contemporanei palazzi di città bolognesi e ferraresi. 
I Pepoli possedevano nel crevalcorese vastissime estensioni di terra; tutte le loro proprietà, compreso il castello, vennero cedute ai principi Torlonia intorno alla metà del secolo scorso. Smembratasi poi la proprietà nell'ultimo dopoguerra, il castello perdette la ricchissima suppellettile, finita sul mercato antiquariale. 
Anche la chiesa parrocchiale di Palata, dedicata a S. Giovanni Battista, fu fondata nel Cinquecento dai Pepoli; il tempio fu tuttavia ricostruito nel 1883. Notevoli i dipinti: la Nascita di S. Giovanni Battista è di Sebastiano Ricci (proveniente dall'Oratorio dei Fiorentini in Bologna), il S. Francesco d'Assisi, di Francesco Gessi, lo Sposalizio mistico di S. Caterina del Tiarini, il Crocifisso con la Madonna, S. Giovanni, la Maddalena e altri santi è attribuito a Lorenzo Sabatini  Vi sono inoltre un S. Antonio di Ercole Graziani, un Battesimo di Cristo di Bartolomeo Passerotti e un'Adorazione dei Magi del XVII secolo.
Il feudo dei Pepoli comprendeva anche Galeazza, borgata che prende nome da una poderosa torre fatta costruire da Galeazzo Pepoli nella seconda metà del XIV secolo. Attorno alla torre sorse nel Cinquecento una villa che verso il 1870 fu rimaneggiata, dai successivi proprietari, i Falzoni Gallerani, in stile neo-medievale con una scenografica facciata a coronamento merlato. 

Procedendo per via Riga si raggiunge infine Bevilacqua, dove si trova il palazzo con, agli angoli, due avancorpi a foggia di torre. Costruito dal conte Onofrio Bevilacqua nella seconda metà del XVI secolo, il palazzo, a causa di una scriteriata ristrutturazione per nulla filologica, ha perduto qualsiasi traccia di stucchi e dipinti murari, sia interni che esterni. L'edificio, trattato come qualsiasi villetta a schiera, mostra oggi un'artefatta struttura falso-antica.
- Chiesa di San Giovanni Battista, chiesa parrocchiale nella frazione di Palata Pepoli
- Chiesa di San Giacomo, parrocchiale nella frazione di Bevilacqua
- Chiesa di Santa Maria, parrocchiale nella frazione di Galeazza Pepoli

## Società

### Evoluzione demografica
Abitanti censiti

### Etnie e minoranze straniere
Gli stranieri residenti nel comune sono 2278, ovvero il 16,32% della popolazione.

## Economia
Crevalcore ha un'economia in prevalenza legata all'agricoltura, ma sono presenti anche alcuni stabilimenti industriali nella zona Beni Comunali. Famose a livello nazionale sono la patata di Bologna, prodotta anche nel comune, e le pere coltivate nelle campagne di Crevalcore.

## Infrastrutture e trasporti

### Strade
Il comune è interessato dalla strada provinciale 568 R (ex strada statale 568 di Crevalcore).

### Ferrovie
Crevalcore è servita da una stazione ferroviaria posta sulla linea Bologna–Verona. Fino al 1956 la stazione era servita anche dalla linea locale Ferrara–Modena, gestita dalla Società Veneta. 

### Mobilità urbana
I trasporti interurbani di Crevalcore vengono svolti con autoservizi di linea gestiti da Tper.

## Amministrazione

### Sindaci precedenti
Di seguito è presentata una tabella relativa alle amministrazioni che si sono succedute in questo comune.
| Periodo        | Periodo         | Primo cittadino  | Partito                                                                                    | Carica  | Note   |
| -------------- | --------------- | ---------------- | ------------------------------------------------------------------------------------------ | ------- | ------ |
| 16 luglio 1985 | 3 febbraio 1992 | Florio Cavani    | Partito Comunista Italiano (1985-1990), poi Partito Democratico della Sinistra (1990-1992) | Sindaco | [ 17 ] |
| 10 marzo 1992  | 24 aprile 1995  | Gianni Guagliumi | Partito Democratico della Sinistra                                                         | Sindaco | [ 17 ] |
| 24 aprile 1995 | 14 giugno 2004  | Novello Lodi     | Partito Democratico della Sinistra                                                         | Sindaco | [ 17 ] |
| 14 giugno 2004 | 8 giugno 2009   | Valeria Rimondi  | centro-sinistra (DS, poi PD)                                                               | Sindaco | [ 17 ] |
| 8 giugno 2009  | 26 maggio 2014  | Claudio Broglia  | lista civica di centro-sinistra                                                            | Sindaco | [ 17 ] |
| 27 maggio 2014 | 26 maggio 2019  | Claudio Broglia  | lista civica «Progetto democratico» (sostenuta dal PD)                                     | Sindaco | [ 17 ] |
| 27 maggio 2019 | 11 giugno 2024  | Marco Martelli   | lista civica «Progetto comune»                                                             | Sindaco | [ 17 ] |
| 12 giugno 2024 | in carica       | Marco Martelli   | lista civica «Progetto comune»                                                             | Sindaco |        |

## Sport
Nel comune ha sede la società di calcio Associazione Calcio Crevalcore, fondata nel 1952. Raggiunse la serie C1 nel 1994 e vi restò per una sola stagione. Disputa gli incontri allo stadio comunale Cesare Biavati.
La compagine di Calcio a 5 Equipo Futsal Crevalcore fondata nel 2013, milita in Serie C1.
A Crevalcore hanno inoltre sede la società di pallacanestro Fortitudo Crevalcore e la società di pallavolo Crevavolley.net, fondata nel 2013 parte attiva del Progetto Pallavolo Bologna - VolleyBol Serie B maschile, con il patrocinio del Comune di Bologna e dell'Università.